# لورتا لین
لورِتا لین (انگلیسی: Loretta Lynn؛ ۱۴ آوریل ۱۹۳۲ – ۴ اکتبر ۲۰۲۲) خواننده و ترانه‌سرای موسیقی کانتری اهل آمریکا بود. او از سال ۱۹۶۰ تا ۲۰۲۲ مشغول فعالیت بود.